# Reamstown
Reamstown és una població dels Estats Units a l'estat de Pennsilvània. Segons el cens del 2000 tenia 3.498 habitants.

## Demografia
Segons el cens del 2000, Reamstown tenia 3.498 habitants, 1.161 habitatges, i 897 famílies. La densitat de població era de 595 habitants/km².
Dels 1.161 habitatges en un 41,6% hi vivien nens de menys de 18 anys, en un 67,9% hi vivien parelles casades, en un 6,1% dones solteres, i en un 22,7% no eren unitats familiars. En el 18,1% dels habitatges hi vivien persones soles el 6,5% de les quals corresponia a persones de 65 anys o més que vivien soles. El nombre mitjà de persones vivint en cada habitatge era de 2,85 i el nombre mitjà de persones que vivien en cada família era de 3,25.
Per edats la població es repartia de la següent manera: un 28,6% tenia menys de 18 anys, un 6% entre 18 i 24, un 33,3% entre 25 i 44, un 19,8% de 45 a 60 i un 12,3% 65 anys o més.
L'edat mediana era de 36 anys. Per cada 100 dones de 18 o més anys hi havia 97,6 homes.
La renda mediana per habitatge era de 53.423 $ i la renda mediana per família de 58.625 $. Els homes tenien una renda mediana de 40.516 $ mentre que les dones 25.625 $. La renda per capita de la població era de 21.143 $. Entorn del 3,3% de les famílies i el 5,5% de la població estaven per davall del llindar de pobresa.

## Poblacions més properes
El següent diagrama mostra les poblacions més properes.